# Václav Hollar
Václav Hollar (ang. Wenceslaus Hollar, niem. Wenzel Hollar; ur. 23 lipca 1607 w Pradze, zm. 25 marca 1677 w Londynie) – czeski grafik, rysownik i malarz akwarelista. Specjalizował się w technice kwasorytu. Znaczną część życia spędził w Anglii.

## Życiorys

### Młodość
Najstarszy z trzech synów praskiego urzędnika katastralnego Jana Hollara i jego żony Markety z domu Löwengrün und Bareyth. Ojciec był niskiej rangi szlachcicem, posługującym się przydomkiem „z Práchňe” (von Prachenberg). Hollar wychowany został w tradycji protestanckiej, a jego rodzina związana była z ruchem braci czeskich. W młodości zainteresował się sztuką, wbrew woli ojca, który przewidywał dla niego karierę w administracji publicznej lub sądownictwie. Był prawdopodobnie samoukiem, a w jego wczesnej twórczości widać wpływy Aegidiusa Sadelera.
W 1627 roku dwudziestoletni wówczas Hollar opuścił Pragę, prawdopodobnie w związku z wydanym wówczas edyktem cesarza Ferdynanda II, wymuszającym na czeskiej szlachcie nawrócenie na katolicyzm lub opuszczenie kraju. W kolejnych latach podróżował po Niemczech, mieszkając w Stuttgarcie (1627–1629), Strasburgu (1629–1630), Frankfurcie nad Menem (1631; tam pobierał nauki u Matthäusa Meriana) i Kolonii (1632–1636). Odbył też dłuższe podróże do Moguncji (1632) i Amsterdamu (1634). W Kolonii za sprawą Abrahama Hogenberga wydane zostały pierwsze znaczące prace Hollara – zbiór pejzaży (Amoenissimae aliquot locorum in diversis provinciis iacentium effigies, 1635) i portretów (Reisbuchlein, 1636). W maju 1636 roku spotkał Anglika, Thomasa Howarda, hrabiego Arundel, kolekcjonera sztuki, który przybył do Kolonii z misją dyplomatyczną. Zachwycony twórczością Hollara, hrabia objął nad nim mecenat. Hollar podróżował w jego świcie, odwiedzając m.in. Pragę (po raz ostatni w swoim życiu) oraz Ratyzbonę, gdzie 16 października uzyskał od cesarza szlachecki tytuł Reichsadel oraz prawo do korzystania z przydomku Prachenberger von Löwengrün und Bareyth. 28 grudnia 1636 roku podróżni przybyli do Londynu, gdzie Hollar osiadł, początkowo w posiadłości hrabiego, Arundel House.

### Życie w Londynie i Antwerpii
W pierwszych latach pobytu w Anglii Hollar wykonał m.in. panoramę Greenwich (1637), którą zadedykował królowej Henryce Marii oraz reprodukcję dyptyku z Wilton dla króla Karola I (1639). Z okresu tego pochodzi także kilka zbiorów ilustracji strojów kobiecych (m.in. Ornatus muliebris Anglicanus, 1640) oraz liczne portrety polityków i dostojników kościelnych.
Podczas angielskiej wojny domowej (1642–1651) zaciągnął się do armii, walcząc po stronie rojalistów. W 1644 roku opuścił kraj i udał się do Antwerpii, gdzie przystąpił do gildii św. Łukasza. Cieszył się tam renomą, wykonując m.in. reprodukcje obrazów Hansa Holbeina, Adama Elsheimera, Albrechta Dürera, Leonarda da Vinci, a także m.in. pejzaże, portrety, ilustracje o tematyce architektonicznej, marynistycznej i zoologicznej. Za szczególnie znaczące dzieła z tego okresu uznawane są panoramy Londynu (1647) oraz Pragi (1649). Na przełomie lat 1651/1652 Hollar powrócił do Londynu.
Działalność Hollara w późniejszych latach skupiała się w dużej mierze na tworzeniu ilustracji książkowych, w tym portretów i map. Ilustrował m.in. wydane przez Johna Ogilby'ego tłumaczenia zbioru twórczości Wirgiliusza (1654) oraz Bajek Ezopa (1665), dzieła historiograficzne autorstwa Williama Dugdale'a: (Monasticon Anglicanum w trzech tomach, 1655–1673; Antiquities of Warwickshire, 1656 oraz History of St Paul's Cathedral, 1658), Eliasa Ashmole'a (Institutions, Laws & Ceremonies of the Most Noble Order of the Garter, 1672), Francisa Sandforda (Genealogical History of the Kings of England, 1677) oraz Roberta Thorotona (Antiquities of Nottinghamshire, 1677).
Od 1660 roku Hollar planował stworzenie wieloarkuszowej mapy Londynu, niezrealizowanej (poza jednym arkuszem wzorcowym) ze względu na wielki pożar roku 1666, który strawił niemal całe miasto. W kolejnych latach opublikował liczne mniejsze mapy tego miasta, m.in. przedstawiające wyrządzone przez pożar szkody.
W latach 1668–1669 za aprobatą króla Karola II towarzyszył Henry'emu Howardowi, baronowi Howard of Castle Rising podczas misji dyplomatycznej do Tangeru.
Zmarł 25 marca 1677 roku na udaru mózgu, według ówczesnych doniesień – wkrótce po zajęciu przez komorników sądowych znacznej części należącego do niego skromnego majątku.

## Twórczość
Dorobek artystyczny Hollara obejmuje co najmniej 2717 rycin, około 400 rysunków, a także liczne obrazy akwarelowe. Znaczące kolekcje jego dzieł znajdują się w posiadaniu Muzeum Brytyjskiego, biblioteki królewskiej na zamku w Windsorze, biblioteki uniwersytetu w Toronto oraz Galerii Narodowej w Pradze. W kolekcji londyńskiej National Portrait Gallery znajduje się 540 portretów jego autorstwa. Jego twórczość cechowała się różnorodnością tematyczną. Za szczególnie wartościowe uznawane są jego ilustracje przedstawiające Londyn w okresie poprzedzającym wielki pożar (1666). 

Wybrana twórczość Václava Hollara
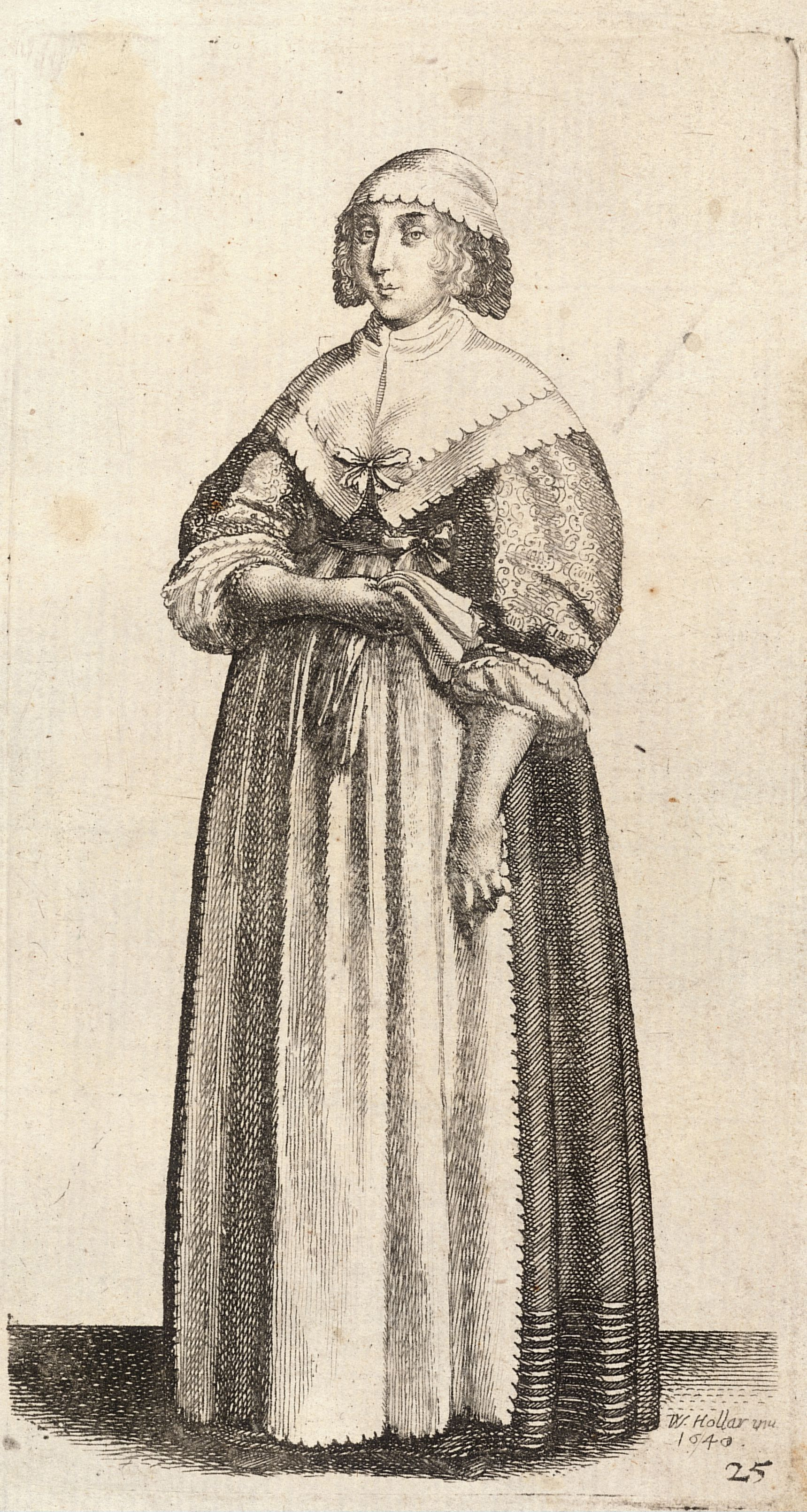
Angielski strój kobiecy z cyklu Ornatus muliebris Anglicanus (1640)
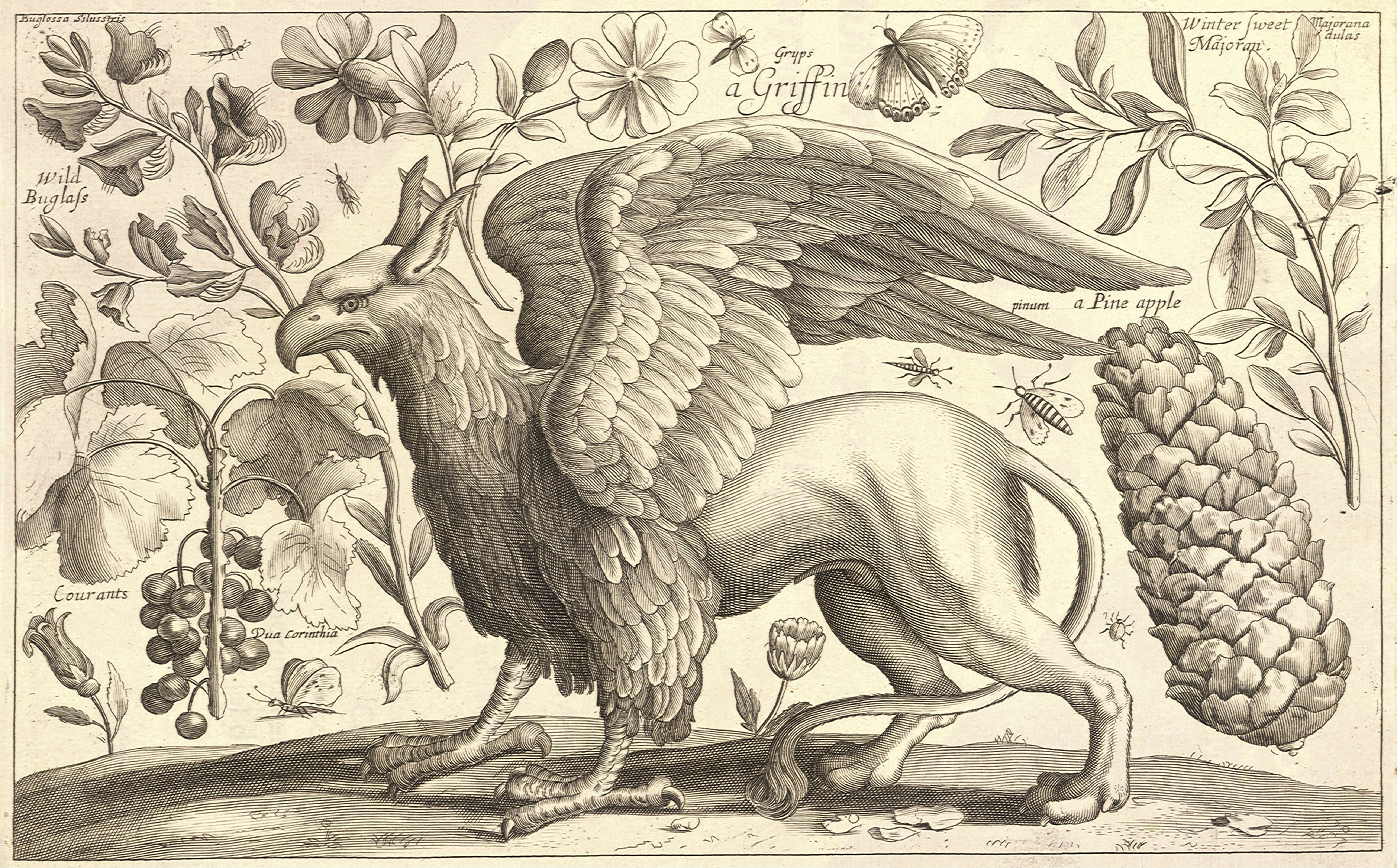
Gryf (rok nieznany)
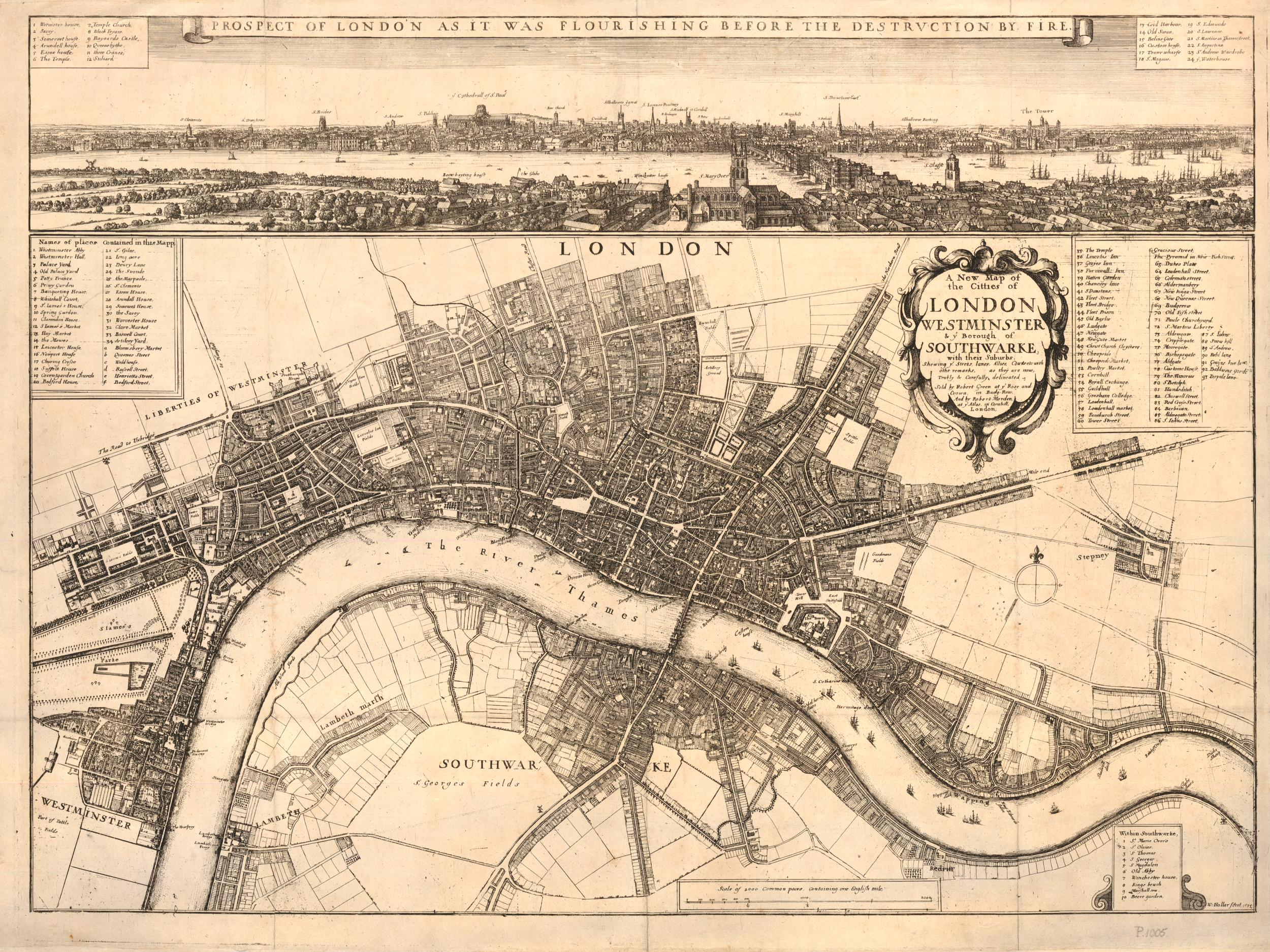
Mapa Londynu sprzed wielkiego pożaru (1675)
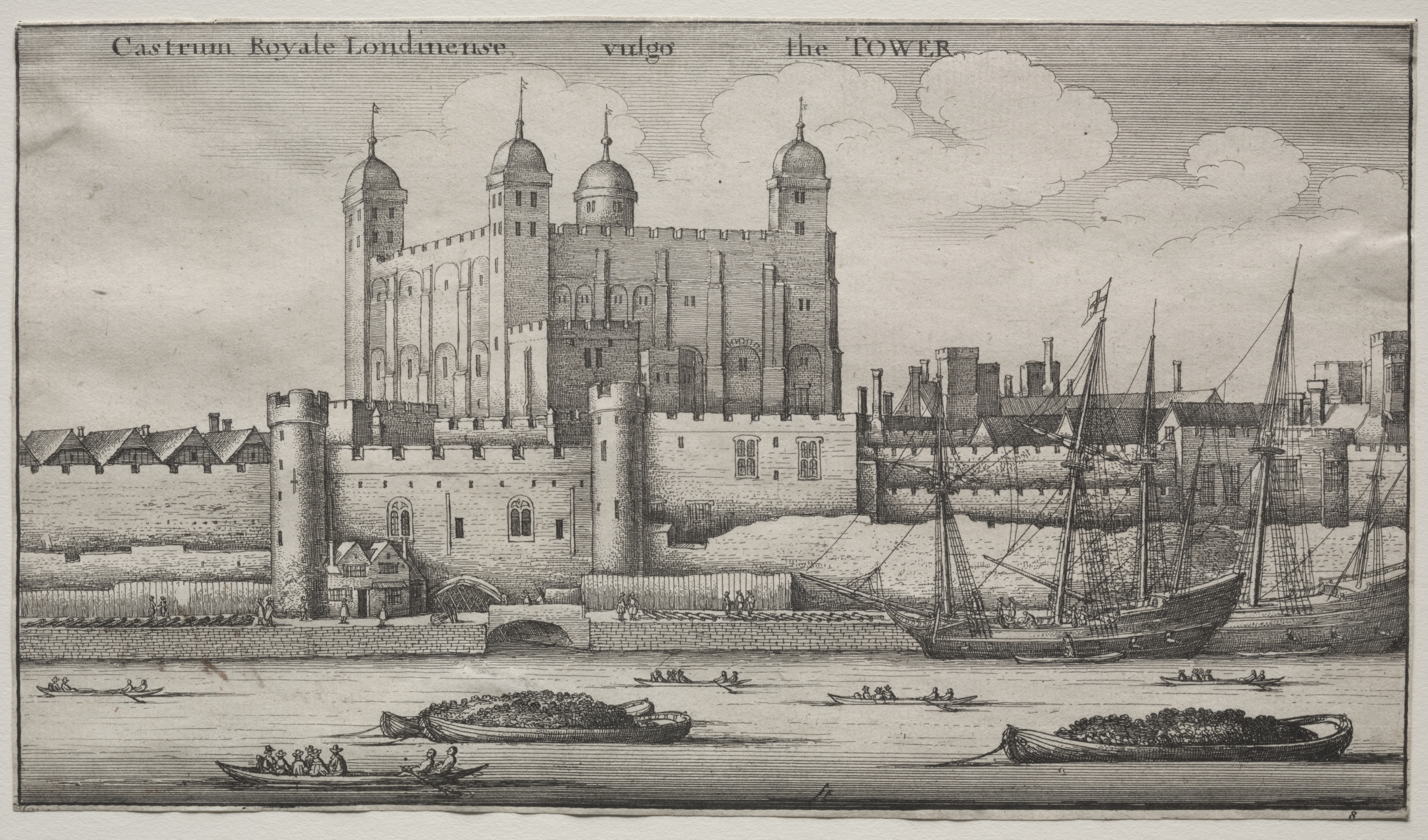
Tower of London (rok nieznany)
Panorama Pragi (1649)